# Nivalehto
Nivalehto är ett naturreservat i Pajala kommun i Norrbottens län.
Området är naturskyddat sedan 2013 och är 0,6 kvadratkilometer stort. Reservatet omfattar en svag östsluttning bevuxen med granskog med inslag av lövträd och sumpskog.